# عفك
مدينة عفك وتلفظ باللهجة المحلية عفچ هي مدينة عراقية ومركز قضاء تتبع إداريا إلى محافظة القادسية الواقعة في إقليم الفرات الأوسط من العراق أو جنوب وسط العراق. وتبعد عن مدينة الديوانية حوالي 25 شمال شرق، وعن بغداد العاصمة بحوالي 170 كم جنوب.

## تاريخ المدينة
يقدّر عمر المدينة الحالية باسمها المعروف الآن بحوالي 300 سنة. وقد أخذت التسمية عن أول من بنى بيتا فيها واستوطنها وهو (محمد العفاك) الذي قدم هاربا من أقاربه في جنوب العراق (تحديدا الناصرية) حيث قُتل أحدهم بطريق الخطأ. وحادثة القتل مرتبطة بميزات هذا الشخص واسمه الذي اكتسبه وفقا لها كما أورد ذلك الحاج صلال الموح أحد رجال ثورة العشرين وعضو مجلس الأعيان العراقي في العهد الملكي و أحد أبرز رجالات المنطقة وقتها. (راجع مذكرات الحاج صلال الموح، الذي صدر عن سلسلة رجالات ثورة العشرين العراقية في بغداد في ثمانينات القرن الماضي).
وقد سمي العفاك لأن لديه قابلية فائقة في المصارعة، حيث يقوم بحركة خاطفة يلوي فيها ذراع خصمه فيطرحه أرضا وبمهارة. ونتيجة لأحد هذه النزالات التي كانت تجري ولو على سبيل المزاح طرح خصمه واحد أبناء عمومته أرضا فتوفي هذا في الحال، وقد هرب وكان وقتها شابا يافعا، لجا إلى أخواله في المنطقة قرب بلدة الديوانية ثم أمن له مكانا في منطقة الهور التي سميت باسمه أيضا (هور عفك)، حيث بنى أولا كوخا في الهور وأصبح بيتا ثم قرية صغيرة، سميت أولا العفاك أو (العفاج) وحرفت لاحقا إلى (عفج) أو عفك، التي استوطنتها قبائل عديدة لعل أبرزها سلالة وأقرباء هذا الشخص وهم ينحدرون من قبيلة شمر العربية الكبيرة. ثم توسعت المنطقة لتصبح بلدة ومدينة ومركز ناحية حتى أصبحت لاحقاً قضاءاً.
وقد كانت إلى وقت قريب محاطة من بعض جوانبها بالهور أو المسطحات المائية. وهو ما جعلها أيضا منفى وملاذا لبعض الشخصيات المعارضة في ازمنة العهود السابقة للدولة العثمانية والاحتلال البريطاني والعهد الملكي والعهود اللاحقة أو الهاربين بدواعي قبلية أو اجتماعية متعددة.
ووفقا لهذا تضم المدينة في كنفها نسيجا اجتماعيا متنوعا من بيوتات متعددة الانتماءات العربية كما أن هناك بعض الأسر الكردية التي سكنت المنطقة منذ فترة طويلة واندمجت مع أهلها.

## التسمية
التسمية اتسعت لتشمل (جزيرة عفك) وهي المنطقة شبه الصحراوية التي تمتد من شرق المدينة بحوالي من 20-50 كم باتجاه قضاء الحي وهور الدلمج وحدود محافظة ذي قار. وهي منطقة يصعب السفر فيها وتتطلب أياما عدة في السنين الماضية حتى تم شق طريق معبد في بداية ثمانينات القرن العشرين يصل الفرات الأوسط بجنوب شرق العراق. وقد كانت لهذا الطريق ضرورة إستراتيجية خلال الحرب العراقية الإيرانية. وقد خدم هذا الطريق زوار العتبات الدينية الإسلامية الشيعية في النجف وكربلاء والكوفة الذي يقدمون من ضواحي الكوت الجنوبية والعمارة وتوابع الناصرية الشمالية والغربية.

## التاريخ المعاصر
كان لأبناء عفك دور كبير في قيادة التمرد على الحكومة المركزية في ولاية بغداد أيام العهد العثماني وكذا أيام الاستعمار البريطاني، وقد ورد ذكر كثيرا في كتاب (ستيفن همسلي لونغريك: أربعة قرون من تاريخ العراق الحديث، ترجمه جعفر خياط)، كما ذكر أيضا في أعمال (الدكتور علي الوردي: لمحات اجتماعية من تاريخ العراق الحديث). وقد واصل أبناء المدينة هذا النفس في محاربة نظام صدام حسين من خلال المظاهرة الجريئة التي سبقت الانتفاضة وذلك في ليلة 28 شباط فبراير، ويوم سقوط المدينة بيد المعارضة في 8 آذار - مارس 1991.

## السكان
يسكن القضاء أغلبية من الحظر وأقلية كبيرة من المزارعين الذين يمارسون الزراعة ويقدر عددهم بحوالي 75 ألف نسمة تقريبا و من سكنها بعض منهم تهجرو من أبو غريب (مدينة) بغداد بعد سقوط النظام طاغيه و منهم مهجرين و من الناس اكرم و طيب هم آل حياوي منهم (عبدالحسن حياوي حمود و ولاده  محمد و عقيل و سعد ضابط في الديوانية (مدينة)  و حفاده دكتور حسين علي عبدالحسن حياوي يدرس في جامعة القادسية ،يعد الحضر بحوالي 105 ألف ويسكنون مدينة عفك (عفج) و ناحية آل بدير.

## مساجد عفك
- جامع عفك الكبير
- جامع البدير الكبير
- جامع سومر الكبير
- جامع الإمام المهدي
- جامع الغدير
- مسجد الرسول
- مسجد الإمام علي
- جامع الرحمن
- جامع وحسينية الزهراء
- جامع وحسينية راية العباس
- حسينية الزهراء

## التقسيم
يتبع لعفك من الناحية الإدارية نواحي: آل بدير، سومر، نفر . والقرى: المخاضرة ،الفوارة، الخيط، الورش، جليحة، الدرعية، المعمل.
أما أهم أحيائها ومحلاتها:
السراي، الزوية، العقبة، العسكري، الحي الصناعي، حي دايان، العمران، العبود، العاصي، الشرطة، الشركة، المنصورية، القاطع.

## التعليم
وأهم مدارسها الابتدائية:
مدرسة عفك الابتدائية أسست عام 1921، مدرسة نفر للبنات أسست عام 1932، الزوراء (1968)، النبراس (1958)، سيف سعد، مدينة المدن، الشروق، زين القوس، الحسين، أكد، الجولان، 11 آذار، المتنبي وغيرها.
أما الثانوية والمهنية فهي:
ثانوية عفك (1952)، ثانوية خديجة للبنات (1962)، متوسطة بابل، متوسطة زينب للبنات، ثانوية صناعة الفارس.
إعدادية عفك المهنية المختلطة
إعدادية التمريض للبنات

## المناطق الصناعية
وتوجد فيها بعض المعامل والمصانع وهي:
معمل الطابوق الواقع على مسافة 2 كم شمال غرب المدينة، ويميزه برجه المرتفع لحوالي 50 مترا، ومعمل للحياكة اليدوية يختص بحياكة السجاد والبسط الصوفية التي تشتهر بها المنطقة، كما يوجد في المدينة معمل للإسفلت، ومعمل للثلج، ومخابز للمعجنات والصمون والخبز.

## أهم معالمها الطبيعية

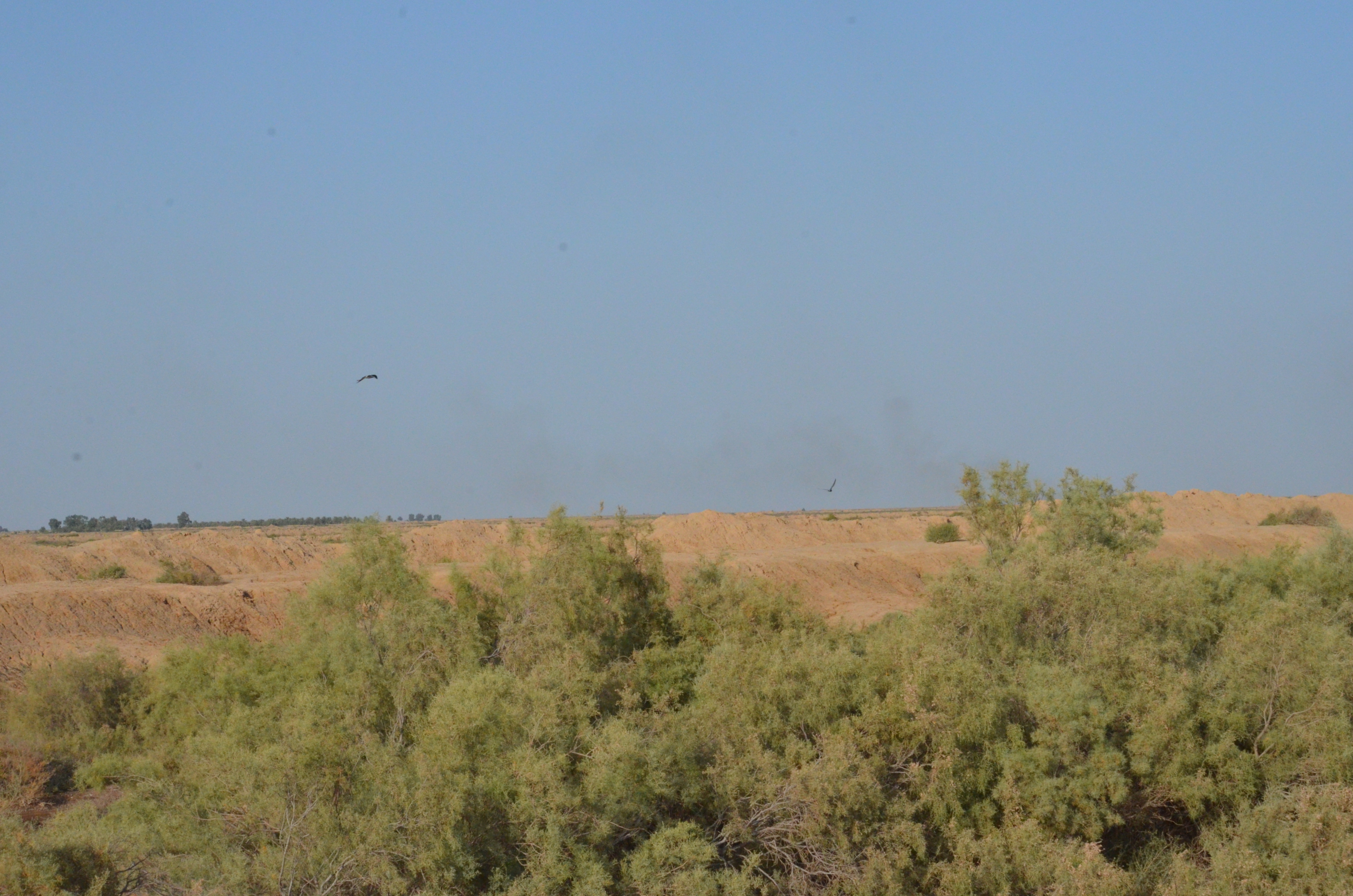
الزراعة في عفك

نهر عفك الذي يوصل نهر الدغارة المتفرع من نهر الفرات إلى ناحية البدير.
بساتين شط حسين التي تقع إلى الجنوب من المدينة على امتداد نهر عفك وهي بساتين كثيفة وغناء بأشجار النخيل والرمان والعنب وغيرها من الفاكهة والخضار.
بستان سيد حسن ويقع إلى الجنوب من المدينة وعلى امتداد نهرها الرئيسي. ويشكل مع النهر والطريق المرصوف والمعبد كورنيش جميل وقد كان ولا زال متنزها ومتنفسا لأبناء المدينة.
ومن المعالم الأخرى الغابات التي تقع إلى الشمال الشرقي من المدينة بالقرب من آثار نفر، وهي مشروع لحزام أخضر كانت قد نفذتها مديرية الزراعة والغابات في المنطقة في منتصف السبعينات وتتضمن غابات من أشجار الزيتون وأشجار دائمة الخضرة وهذه المنطقة إذا ما تم الاعتناء بها فإنها تصلح أن تكون محمية طبيعية حيث تتواجد فيها بعض الحيوانات الضارية مثل الضباع والخنازير البرية والذئاب وغيرها وتقع هذه الغابات بمحاذاة المنطقة البرية الواصلة إلى النهر الثالث وهي غير مأهولة.
يقارب عدد سكان المدينة ال 75 ألف نسمة.

## دِيرة عفچ
تُذكر ديرة (مدينة) عفچ كثيراً في مثل عراقي مشهور، يقول «لا، قَيَّم الرگاع مِنْ دِيرة عفچ»، الكلمة «قَيَّم» تعني: رَبِحَ، والرگاع هو الإسكافي، ومعنى المثل هو التهكم بالإسكافي الذي توجّه إلى مدينة عفج طامعاً في الربح لأنها لم يكن فيها إسكافي، لكنه تفاجأ بشدة فقر تلك الديرة، وصار مضرباً للمثل في كل من يشرع في عمل ويتوهم أنه سيربح وتكون العاقبة خسارة.

## معرض الصور

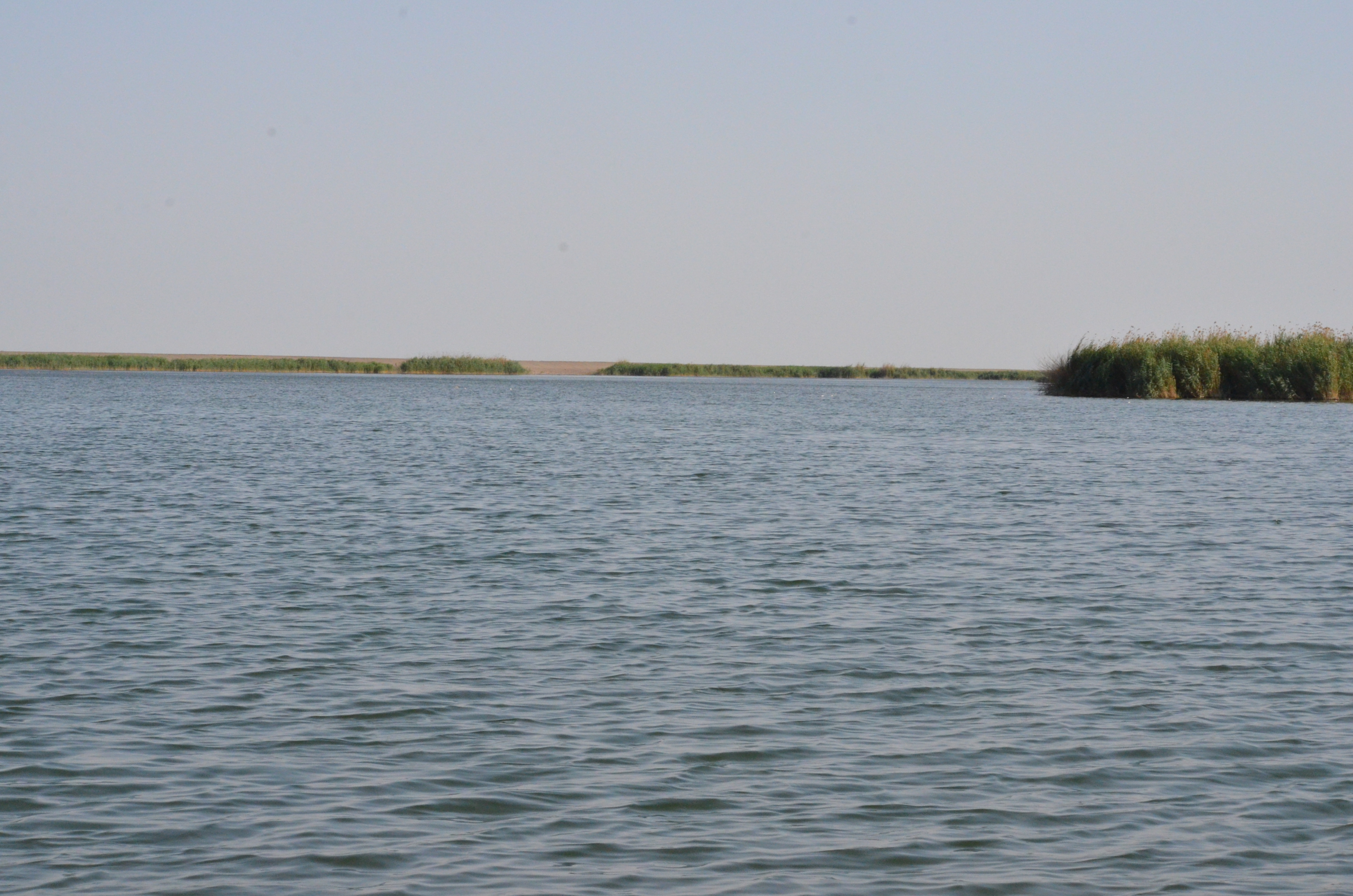
هور الدلمج في عفك
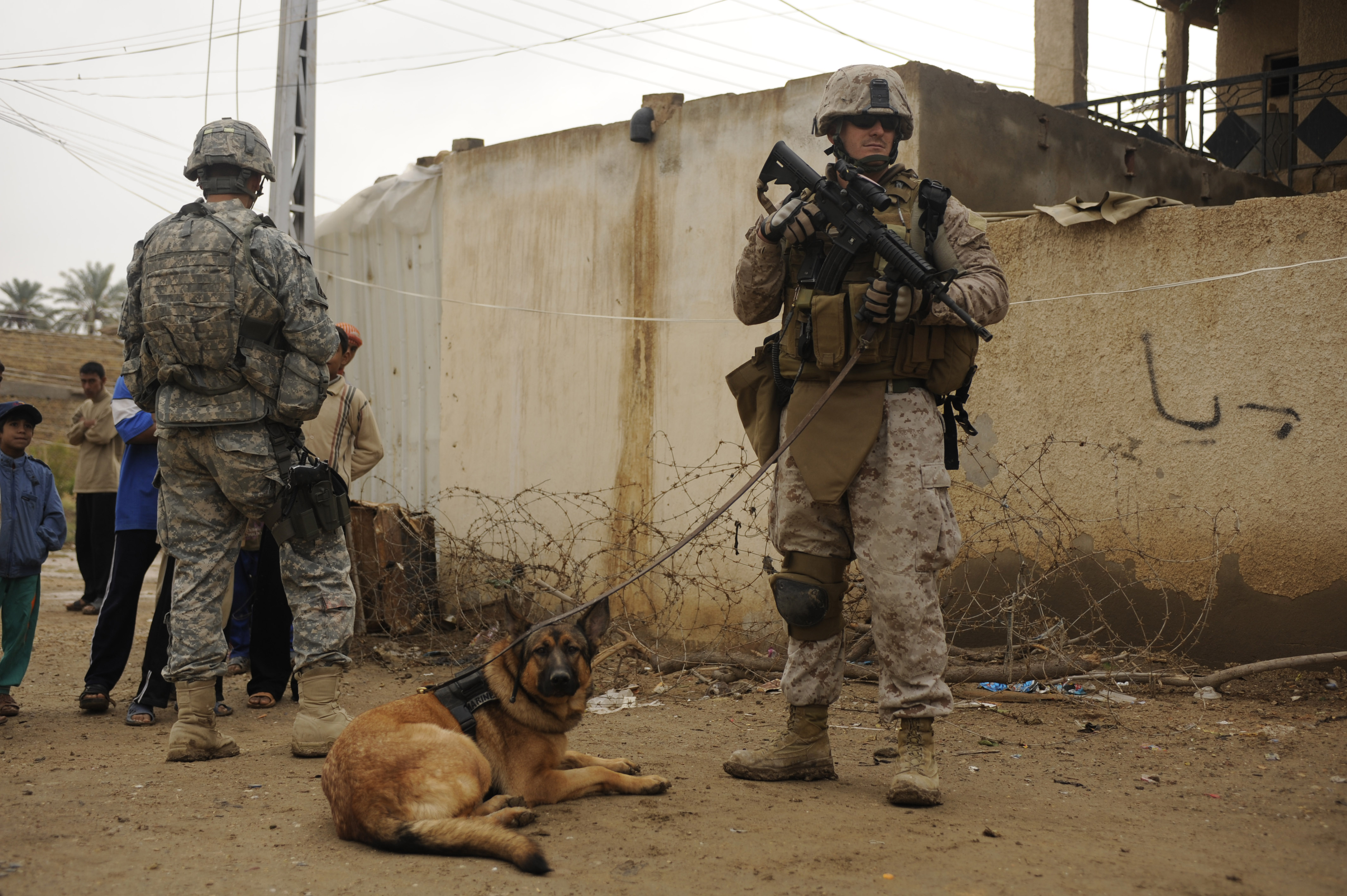
جنود أمريكان أثناء عمليات دهم وتفتيش
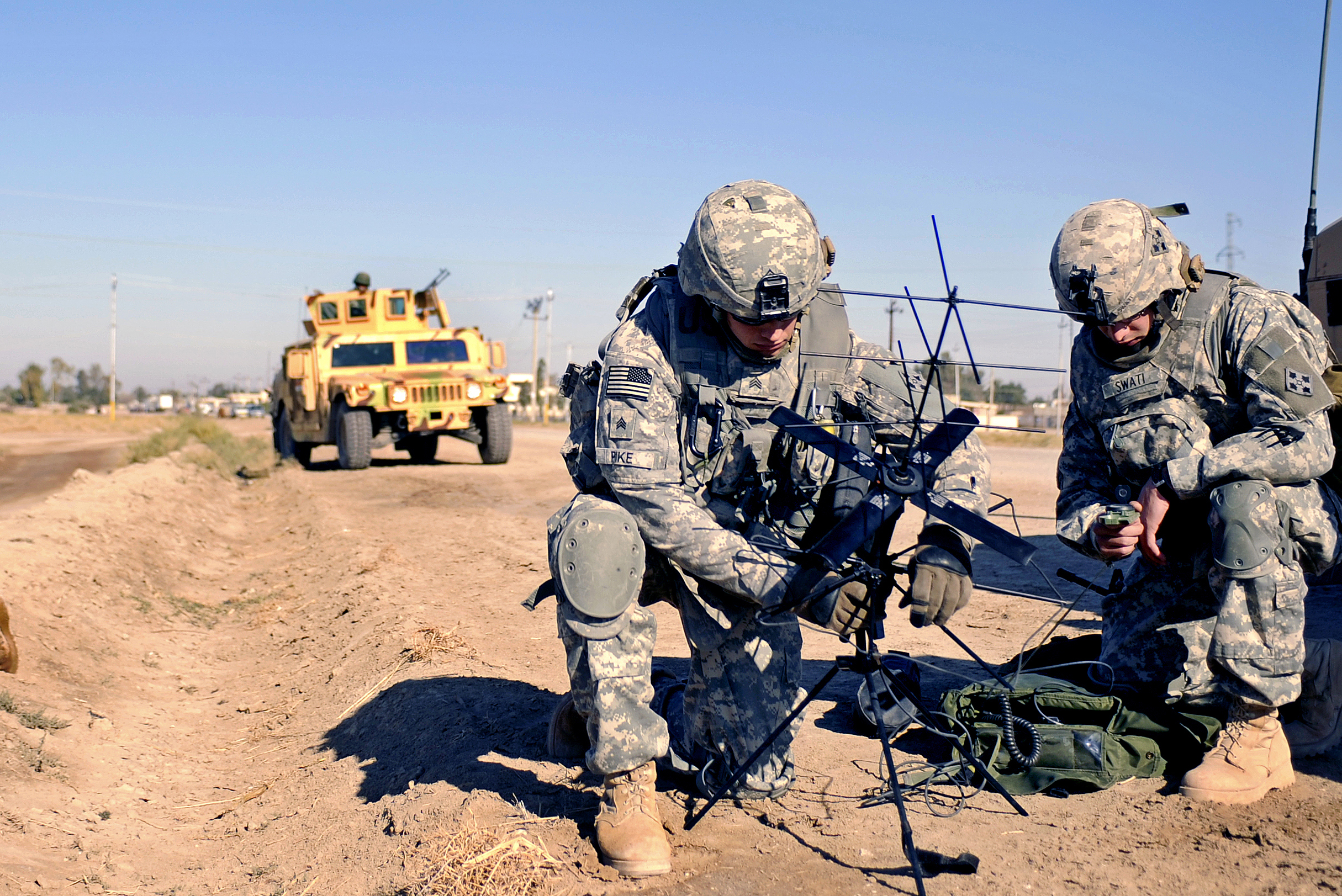
صورة في قضاء عفك 1
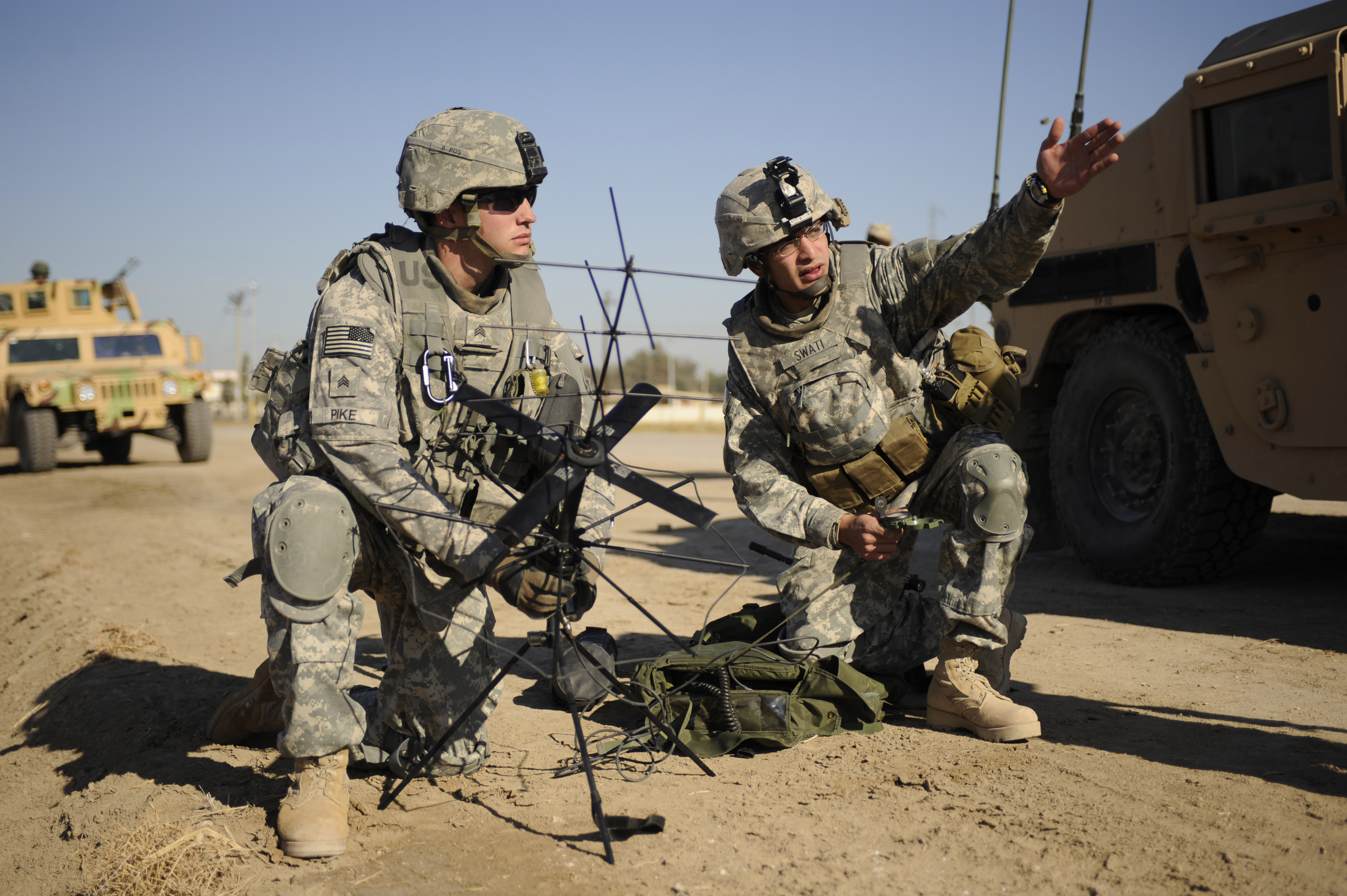
الإحتلال في قضاء عفك عام 2008
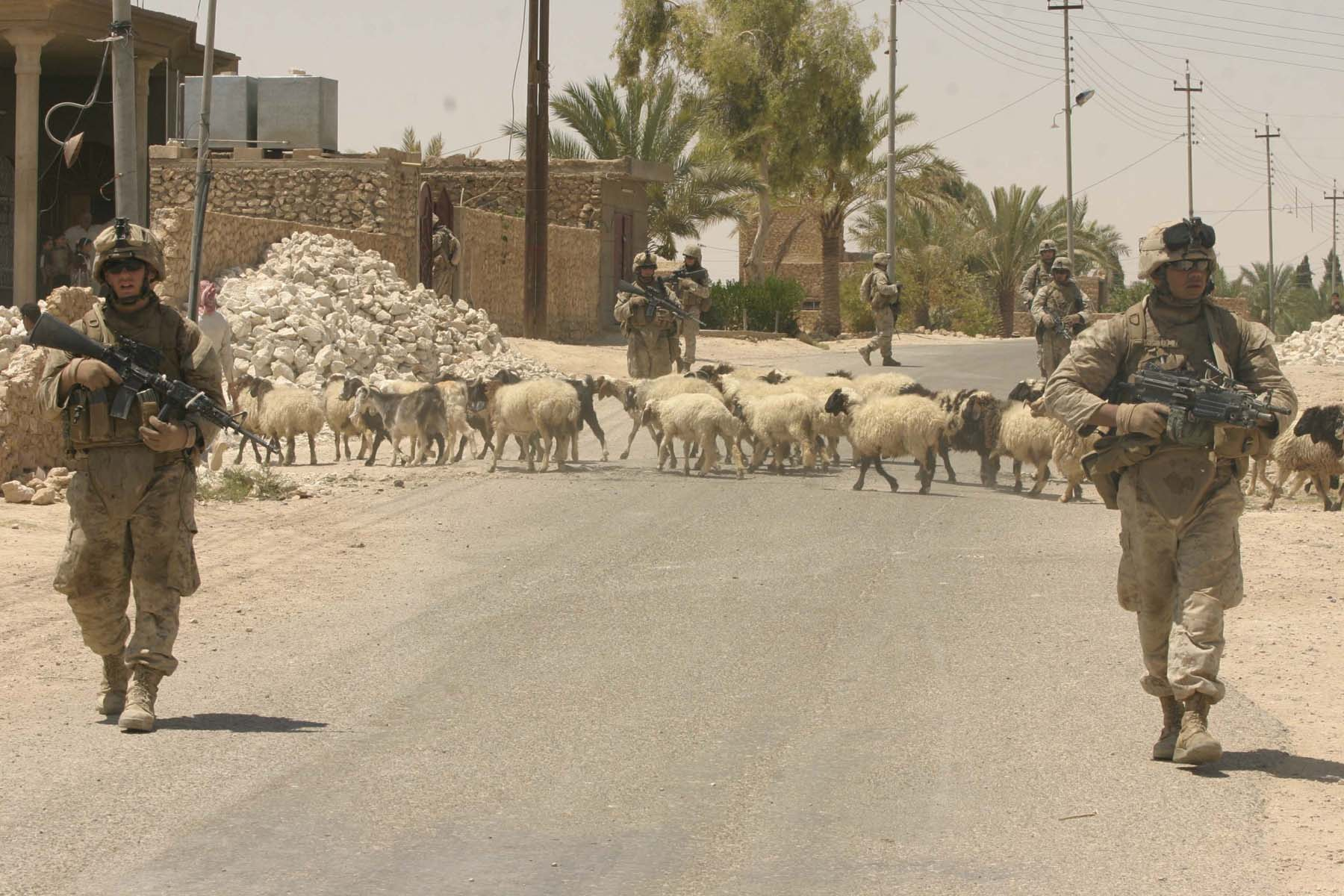
صورة في قضاء عفك 2
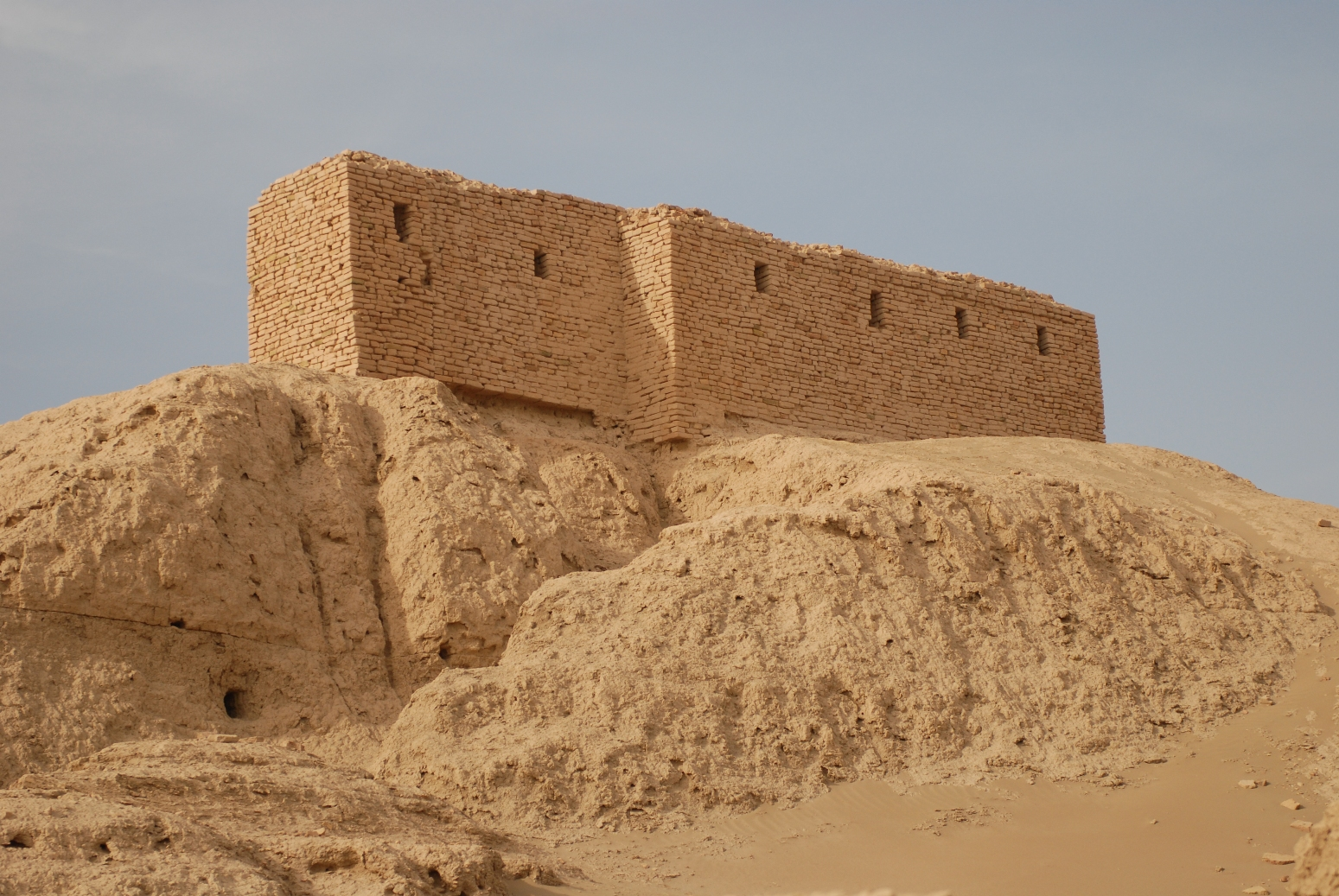
مدينة نيبور القديمة في ناحية نفر

## وصلات خارجية
موقع عفك على النت
| مدن محافظة القادسية | مدن محافظة القادسية | علم العراق |
| الديوانية \| الشامية \| الحمزة \| عفك \| الصلاحية \| غماس \| المهناوية \| الشافعية \| السنية \| الدغارة \| الشنافية \| ال بدير\| سومر\| السدير \| نفر \| سيد طالب |                     |            |